# Сомово (Сафоновський район)
Со́мово (рос. Сомово) — присілок Сафоновського району, Смоленська область, Росія. Входить до складу Богдановщинського сільського поселення.
Населення — 9 осіб (2007 рік). 

## Ідентифікатори
- Поштовий індекс: 215552[3]
- Код ЗКАТУ: 66241830017[2]
- Код ЗКТМУ: 66 641 430 176